# Залукокоаже
Залукокоа́же (кабард.-черк. Дзэлыкъуэ къуажэ) — посёлок в Кабардино-Балкарской Республике (в 1975—2012 годах — посёлок городского типа). Административный центр Зольского района.
Образует муниципальное образование «городское поселение Залукокоаже», как единственный населённый пункт в его составе. Несмотря на то, что входящий в состав муниципального образования населённый пункт относится к категории сельских, за муниципальным образованием был сохранён статус городского поселения.

## География
Посёлок расположен в северо-западной части республики, на пересечении реки Золка (Большая Золка) и федеральной автотрассы «Кавказ» (Р-217). Находится в 62 км к северо-западу от города Нальчик и в 14 км к юго-востоку от Пятигорска.
Площадь городского поселения составляет 47,08 км2.
Граничит с землями населённых пунктов: Псынадаха на юго-востоке, Светловодское на юго-западе, Этоко на северо-западе и со станицей Зольская Ставропольского края на востоке.
Населённый пункт расположен в предгорной зоне республики. Средняя высота составляет 612 метров над уровнем моря и резко увеличивается на юге и юго-западе. Местность представляет собой возвышенные хребты и холмы с окаймляющими долинами и ущельями. С поселка открывается панорамный вид на горы Пятигорья.
Общая протяжённость дорог — 38 км, из них с асфальтовым и гравийным покрытием — 28 км. Имеется один автомобильный мост федерального значения, а также два автомобильных и два пешеходных моста.
Гидрографическая сеть представлена рекой Золка, берущей начало с северного склона Джинальского хребта. Имеются выходы некоторых типов минеральных вод, среди которых сульфатные, кремнёвые и другие редко встречающиеся в природе воды. В окрестностях посёлка разведаны месторождения нефти.
Климат влажный умеренный, с тёплым летом и прохладной зимой. Среднегодовая температура воздуха составляет около +9,0°С, и колеблется от средних +21,0°С в июле до средних -3,0°С в январе. Средняя скорость ветра в зимний период составляет 5 м/с. Преобладающие ветры — северо-западные и восточные. Среднегодовое количество осадков составляет около 780 мм.
| Показатель                                                                                           | Янв. | Фев. | Март | Апр. | Май  | Июнь | Июль | Авг. | Сен. | Окт. | Нояб. | Дек. | Год  |
| --- | ---- | ---- | ---- | ---- | ---- | ---- | ---- | ---- | ---- | ---- | ----- | ---- | ---- |
| Средний суточный максимум, °C                                                                        | 1,2  | 2,7  | 7,2  | 13,1 | 18,3 | 22,4 | 25,2 | 25,5 | 20,0 | 13,6 | 7,4   | 3,1  | 13,3 |
| Средняя температура, °C                                                                              | −2,9 | −1,6 | 2,6  | 8,4  | 13,9 | 18,1 | 20,9 | 20,9 | 15,7 | 9,5  | 3,1   | −1,1 | 9,0  |
| Средний суточный минимум, °C                                                                         | −6,6 | −5,6 | −2,1 | 3,0  | 8,5  | 13,0 | 15,8 | 16,0 | 11,3 | 5,6  | 0,6   | −4,7 | 4,6  |
| Норма осадков, мм                                                                                    | 37   | 36   | 63   | 74   | 97   | 101  | 76   | 73   | 68   | 64   | 47    | 40   | 776  |
| Источник: https://en.climate-data.org/asia/russian-federation/kabardino-balkaria/zalukokoazhe-48725/ |      |      |      |      |      |      |      |      |      |      |       |      |      |

## Этимология
Название Залукокоаже происходит от восточно-адыгских (кабардинских) слов «Дзэлыкъуэ» (река Золка) + «къуажэ» (селение), то есть буквально означает «Селение на реке Золка». В свою очередь «Дзэлыкъуэ» (река Золка) переводится как «ивовая долина».

## История
Аулу удалось избежать участи многих кабардинских (черкесских) аулов Пятигорья, с середины XVIII века насильно выселявшихся военной русской администрацией за реку Малка.
Основателем аула считается кабардинский уорк (дворянин) Атажуко Мусович Абуков родившийся примерно в 1794 году. Благодаря своей службе в России, к 1838 году он имел свой аул на реке Чегем во владениях князей Атажукиных. К 1842 году его аул переместился на реку Баксан выше Баксанского укрепления. В 1846 году Атажуко подал прошение поселить его с аулом на свободную землю выше Кисловодска. Переселение в порядке исключения разрешили, и в том районе аул находился долгое время.
В 1904 году аул переместился на северные окраины Зольских пастбищ, что стало редким исключением, так как после окончания Кавказской войны, в долинах рек Золка и Этоко не разрешалось никому селится. Именно 1904 год официально считается датой основания села Абуково (Абукокоаже).
До 1920 года селение Абуково входило в состав Баксанского участка Кабарды. Затем оно было включено в состав Пятигорского округа и впоследствии передано в состав Нагорного округа.
30 апреля 1920 года Нальчикский ревком на своем заседании постановил «потребовать от сельских ревкомов к 15 мая представить в окружной ревком приговор о переименовании всех кабардинских селений округа, носящих названия по фамилии своих князей и дворян». 14 мая 1920 года в селении Абуково состоялось общее собрание. Решением собрания абуковцев было принято решение переименовать Абуково в Залукокоаже, что означает — селение, в ивовой долине. Тогда же был создан сельский народный Совет.
До 1937 года Залукокоажский сельсовет был в составе Нагорного района КБАССР. Затем постановлением Президиума ВЦИК был включён в состав Малкинского района, образованного на части территории Нагорного района. Через год Малкинский район был переименован в Зольский.
В 1948 году из села Зольское в Залукокоаже был перенесён административный центр Зольского района, что способствовало значительному росту социально-экономического и культурного потенциала села и развитию экономики.
В 1975 году Указом Президиума Верховного Совета КБАССР селение Залукокоаже было преобразовано в посёлок городского типа. В 2012 году посёлку был возвращён статус сельского населённого пункта, с сохранением статуса городского поселения.

## Население
| 1959    | 1970  | 1979  | 1989  | 2002  | 2010  | 2012    |
| ------- | ----- | ----- | ----- | ----- | ----- | ------- |
| 2567    | ↗3636 | ↗4364 | ↗6110 | ↗9276 | ↗9859 | ↗9886   |
| 2013    | 2014  | 2015  | 2016  | 2017  | 2018  | 2019    |
| ↗9920   | →9920 | ↗9949 | ↗9993 | ↗9996 | ↗9997 | ↗10 039 |
| 2020    | 2021  | 2023  | 2024  | 2025  |       |         |
| ↗10 054 | ↘9849 | ↗9889 | ↗9928 | →9928 |       |         |

Плотность — 210.88  чел./км2.
По данным Всероссийской переписи 2021 года:
| Народ                | Численность, чел. | Доля от всего населения, % | Доля от указавших нац-ть, % |
| -------------------- | ----------------- | -------------------------- | --------------------------- |
| кабардинцы (черкесы) | 9526              | 96,72 %                    | 97,10 %                     |
| * кабардинцы         | 9333              | 94,76 %                    | 95,14 %                     |
| * черкесы            | 193               | 1,96 %                     | 1,97 %                      |
| русские              | 169               | 1,72 %                     | 1,72 %                      |
| другие               | 115               | 1,17 %                     | 1,17 %                      |
| нет / не указано     | 39                | 0,40 %                     | -                           |
| всего                | 9 849             | 100 %                      | 100 %                       |

Поло-возрастной состав
По данным Всероссийской переписи населения 2010 года:
| Возраст, лет | Численность, чел. | Доля от всего населения, % |
| ------------ | ----------------- | -------------------------- |
| 0 — 14       | 2 393             | 24,3 %                     |
| 15 — 59      | 6 544             | 66,4 %                     |
| от 60        | 922               | 9,3 %                      |
| Всего        | 9 859             | 100 %                      |

Средний возраст — 31,0 лет. Медианный возраст — 27,7 лет.
Мужчины — 4 718 чел. (47,9 %), женщины — 5 141 чел. (52,1 %)

## Местное самоуправление
Структуру органов местного самоуправления сельского поселения составляют:
- Исполнительно-распорядительный орган — Местная администрация городского поселения Залукокоаже. Состоит из 12 человек.  
  - Глава администрации городского поселения — Котов Алим Юрьевич (с 6 октября 2021 года).
- Представительный орган — Совет местного самоуправления городского поселения Залукокоаже. Состоит из 15 депутатов[30], избираемых на 5 лет. 
  - Председатель Совета местного самоуправления городского поселения — Бжахов Пшимурза Ануарович[31] (с 8 октября 2021 года).

## Экономика
На территории городского поселения Залукокоаже находится более 150 предприятий промышленности, транспорта, строительства и связи. Имеются также типография, три строительные организации, хлебозавод, 105 продовольственных и промышленных магазинов, в том числе 27 точек общественного питания и 32 крестьянско-фермерских хозяйства.
В сельском хозяйстве высоко развиты производство картофеля, пшеницы, овощей и выращивание фруктовых деревьев.

## Здравоохранение
- Районная больница
- Районная поликлиника
- Участковая больница
- Стоматологические центры

## Образование
- Средняя общеобразовательная школа № 1 — ул. им. Котова И.Ц., 8
- Средняя общеобразовательная школа № 2 — ул. Мира, 4
- Школа прогимназия № 1 — ул. Комсомольская, 47
- Детский сад № 1 — ул. Калмыкова, 15
- Детский сад № 2 — ул.Мира, 4
- Детский сад № 3— ул. им. Котова И.Ц., 62

## Культура
- Районный ДК
- Спортивный комплекс

Общественно-политические организации
- Адыгэ Хасэ
- Совет Старейшин

## Ислам
В посёлке действуют одна мечеть — ул. 40 лет Победы, 71.

## Улицы
На территории села зарегистрировано 29 улиц:

| 40 лет Победы |
| Абхазская     |
| Адыгская      |
| Афаунова      |
| Бженикова     |
| Заречная      |
| Кабардинская  |
| Калмыкова     |
| Комсомольская |
| Котова        |

| Крайняя    |
| Кушхова    |
| Мира       |
| Молодёжная |
| Ногмова    |
| Озёрная    |
| Пионерская |
| Победы     |
| Полевая    |
| Почтовая   |

| Промышленная |
| Пятигорская  |
| Речная       |
| Степная      |
| Строителей   |
| Урожайная    |
| Хакирова     |
| Черкесская   |
| Шалова       |